# Български опълченци от Копривщица
Доброволци от Копривщица, участници в Българското опълчение по време на Руско-турската война от 1877 – 1878 година.
Една част от тези българи са участници в Априлското въстание от 1876 г., след погрома на което са емигрирали в страни като Черна гора, Сърбия или Румъния. Други войни от тях взимат участие в Сръбско-турската война през 1876 г. в състава на сборна бригада под командването на генерал Михаил Черняев и след това се записват в редиците под Самарското знаме. Някои копривщенски опълченци изоставят гурбетчийството по далечни земи и се отправят за Кишинев или Плоещ, а някои дори настигат дружините по бойния им път, където се включват на място в опълченските дружини. Не малко копривщенски опълченци получават бойни отличия и офицерски звания като награда за храброст в битките. Полковник Константин Искров Кесяков е командир на Първа опълченска дружина. Според документи, налични в Музея на Възраждането и националноосвободителните борби в Пловдив, копривщенските опълченци достигат до седемдесет и седем души. Тези данни се покриват със сведенията от Дирекция на музеите в Копривщица, като в тези архиви, освен другите присъстват имената и на Нешо Чипев, Никола П. Тороманов и Иван Ганчев Пинджеков. Любен Каравелов също може да бъде считан за член на Опълчението, защото макар и болен, служи като преводач в руската Главна квартира.
| Първа опълченска дружина                 | Първа опълченска дружина |
| Име                                      | Забележка |
| ---------------------------------------- | --- |
| Константин Искров Кесяков                | командир на дружината, полковник                                                                                               |
| Атанас Димитров                          | |
| Атанас Яков Сърбов                       | |
| Иван Атанасов                            | убит на 19 юли 1877 г. при Стара Загора                                                                                        |
| Иван Събев Иванов                        | |
| Кръстьо Бенев                            | убит през август 1877 г. на Шипка                                                                                              |
| Лука В. Шишков                           | |
| Лука Шасковски (Шимандрик)               | (неизв. – 1896), знак на орден „Св. Георги“ – IV ст.                                                                           |
| Нешо Брайков                             | (1850 – 1929), почетен гражданин на Габрово (1923), кмет на Хасково (1904 – 1905)                                              |
| Никола Георгиев Герджиков                | (неизв. – 1896) |
| Никола Стойнов Узунов                    | медал „Никола Стоянов“ |
| Никола Чичов                             | (1851 – 1905) |
| Павел (Панчо) Ст. Брайков                | (1857 – 1926), почетен гражданин на Габрово, кмет на Хасково (1901 – 1902)                                                     |
| Петко Найденов Радомиров                 | (неизв. – 1920), знак на орден „Св. Георги“ – IV ст.                                                                           |
| Семен Ценев                              | (неизв. – 1898) |
| Станьо Божилов Дюлгеров                  | (1839 – 1931), знак на орден „Св. Георги“ – IV ст., кмет на Варна, околийски управител на Добрич, почетен гражданин на Габрово |
| Стоичко (Станчо, Стойчо) Николов Будаков | (неизв. – 1898), знак на орден „Св. Георги“ – IV ст.                                                                           |
| Христо Тренов Михайлов                   | медал |

| Втора опълченска дружина                | Втора опълченска дружина                                            |
| Име                                     | Забележка                                                           |
| --------------------------------------- | ------------------------------------------------------------------- |
| Атанас Неделев (Недялков) Доев (Дойнов) | (1848 – 1932)                                                       |
| Васил Шулеков                           |                                                                     |
| Георги Димов                            |                                                                     |
| Дончо Рашков Лигьов                     | (1861 – 1939), почетен гражданин на Габрово                         |
| Иван Генчев Георгиев (Каварджика)       | (1856 – 1914)                                                       |
| Иван Личев Чичов                        |                                                                     |
| Иван Москов                             |                                                                     |
| Никола Атанасов Тороманов               | (1856 – 1932)                                                       |
| Петко Рашков Налбантов                  | (1848 – 1951) почетен гражданин на Габрово, Велико Търново, Пловдив |
| Рашко Цоков Кучканеков                  | (1857 – неизв.), почетен гражданин на Габрово                       |
| Сава Ненков                             | (1853 – 1913)                                                       |
| Христо Иванов Цървулджиев               | (1854 – 1896)                                                       |

| Трета опълченска дружина        | Трета опълченска дружина                           |
| Име                             | Забележка                                          |
| ------------------------------- | -------------------------------------------------- |
| Атанас Савов                    | (1835 – неизв.)                                    |
| Атанас Груев Иванов             | (1852 – 1907), знак на орден „Св. Георги“ – IV ст. |
| Ганчо Тодоров                   | (1855 – неизв.)                                    |
| Драгой Божилов                  | (1858 – 1943), знак на орден „Св. Георги“ – IV ст. |
| Драгия П. Джангозов             |                                                    |
| Иван Личев Кехайов              |                                                    |
| Иван Павлов Кантарджиев         |                                                    |
| Иван Панчев Пенчев              |                                                    |
| Илия Иванов Врачев              | (1856 – 1912)                                      |
| Илия Христов Видин              |                                                    |
| Илия Христов Загорчев           | (1847 – 1906)                                      |
| Михаил Тодоров Кривиралчев      | (неизв. – около 1896), медал                       |
| Моско Г. Пандуров               |                                                    |
| Ненчо Матеев                    |                                                    |
| Никола Пачев Пенчев             | (1851 – неизв.)                                    |
| Никола Драгиев Папукчиев        |                                                    |
| Ненчо Стоянов Барбулов          | (1851 – 1929)                                      |
| Нешо Денков Чипев               |                                                    |
| Павел (Панчо) Тодоров Тороманов | (1851 – 1934), медал „За храброст“                 |
| Рашко Ненов (Анадолията)        |                                                    |
| Станьо Нягулов Нончев           |                                                    |
| Стоян Найденов Дрянков          | (1835 – 1901)                                      |
| Тодор Андреев Кривиралчев       |                                                    |
| Тодор Стайков Табаков           | убит на Шипка                                      |

| Четвърта опълченска дружина | Четвърта опълченска дружина  |
| Име                         | Забележка                    |
| --------------------------- | ---------------------------- |
| Васил Динчов Овчаров        | (1858 – 1911)                |
| Димитър Ангелов             |                              |
| Иван Ганчев                 |                              |
| Иван Генчев Паничаров       |                              |
| Иван Десев (Дечев)          | (1858 – 1919)                |
| Иван Кънчев Кунчев          |                              |
| Илия Добрев Герасимов       |                              |
| Михаил Цанчев Будаков       |                              |
| Нешо Филипов Чипев          | (1854 – 1893)                |
| Петко Попстоянов            | (1848 – 1925)                |
| Рашко Стоянов Рашков        | (1852 – 1923)                |
| Тодор Стойков Кълев         | (1855 – 1878), убит на Шипка |

| Пета опълченска дружина   | Пета опълченска дружина                              |
| Име                       | Забележка                                            |
| ------------------------- | ---------------------------------------------------- |
| Гаврил Цоков Кънев        | (1835 – 1931), почетен гражданин на Габрово          |
| Григорий (Георгий) Цанков | (неизв. – 1878)                                      |
| Десьо Матанов             |                                                      |
| Иван Събев Пандуров       |                                                      |
| Михаил Семков             | убит на Шипка                                        |
| Найден Генчев Келчев      | (1849 – 1911), знак на орден „Св. Георги“ – IV ст.   |
| Недко Лулчев Малеев       | (1853 – 1902), знак на орден „Св. Георги“ – IV ст.   |
| Панчо Др. Дрехаров        |                                                      |
| Петко Десев Петков        | (1852 – 1929)                                        |
| Рашко Кръстев Папукчиев   |                                                      |
| Рашко Бръсника            |                                                      |
| Стойчо (Стефан) Николов   | медал                                                |
| Танас Найдов              |                                                      |
| Хараламби Белучев Локичев | (неизв. – 1900), знак на орден „Св. Георги“ – IV ст. |
| Цанчо Будаков             |                                                      |

| Шеста опълченска дружина      | Шеста опълченска дружина |
| Име                           | Забележка                |
| ----------------------------- | ------------------------ |
| Александър Христов Карагьозов | (1844 – 1900)            |
| Васил Грозданов               |                          |
| Живко (Рашко) Кръстев         |                          |
| Перър Дончев                  |                          |
| Стефан Николов                |                          |
| Стоян Мирков                  |                          |

| Осма опълченска дружина  | Осма опълченска дружина |
| Име                      | Забележка               |
| ------------------------ | ----------------------- |
| Атанас (Алекси, Анастас) | (1855 – неизв.)         |
| Нестор Христов           |                         |

| Девета опълченска дружина | Девета опълченска дружина |
| Име                       | Забележка                 |
| ------------------------- | ------------------------- |
| Ганчо Тодоров             | (1855 – неизв.)           |

| Десета опълченска дружина | Десета опълченска дружина                          |
| Име                       | Забележка                                          |
| ------------------------- | -------------------------------------------------- |
| Александър Петров Кесяков | (1858 – 1895), знак на орден „Св. Георги“ – IV ст. |

| Неизвестно от коя дружина | Неизвестно от коя дружина |
| Име                       | Забележка                 |
| ------------------------- | ------------------------- |
| Димитър Стоев Векилов     | (1856 – 1895)             |
| Иван Ганчев Пинджеков     |                           |
| Никола Цаков Тороманов    |                           |
| Рашко Зайков              |                           |